# فريدليب فرديناند رونجه
فريدريك فيرديناند رونجه (بالألمانية: Friedlieb Ferdinand Runge )‏ (و. 1795 – 1867 م) هو كيميائي، وأستاذ جامعي ألماني، توفي في أورانينبورغ، عن عمر يناهز 72 عاماً.

## معرض صور

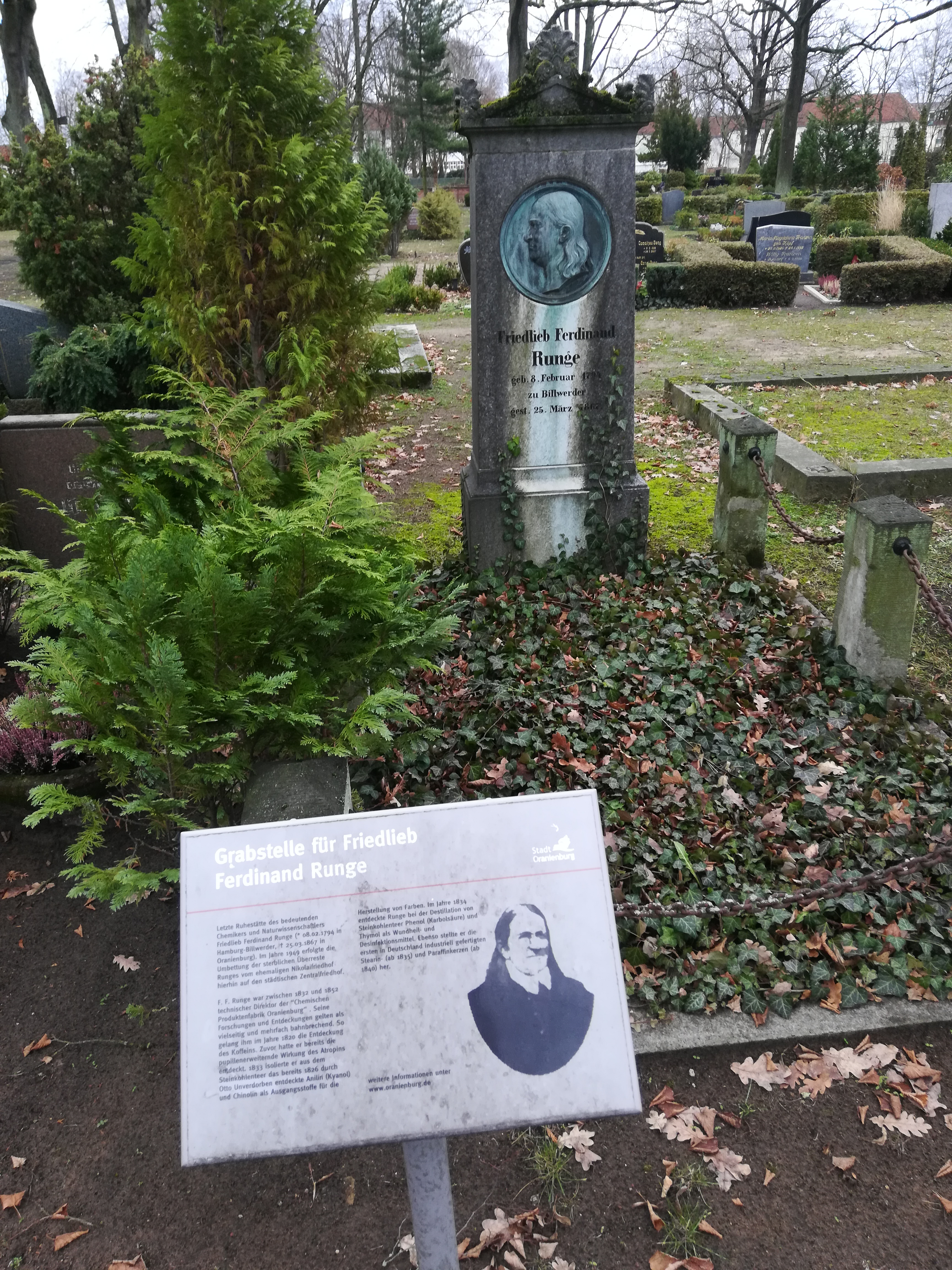
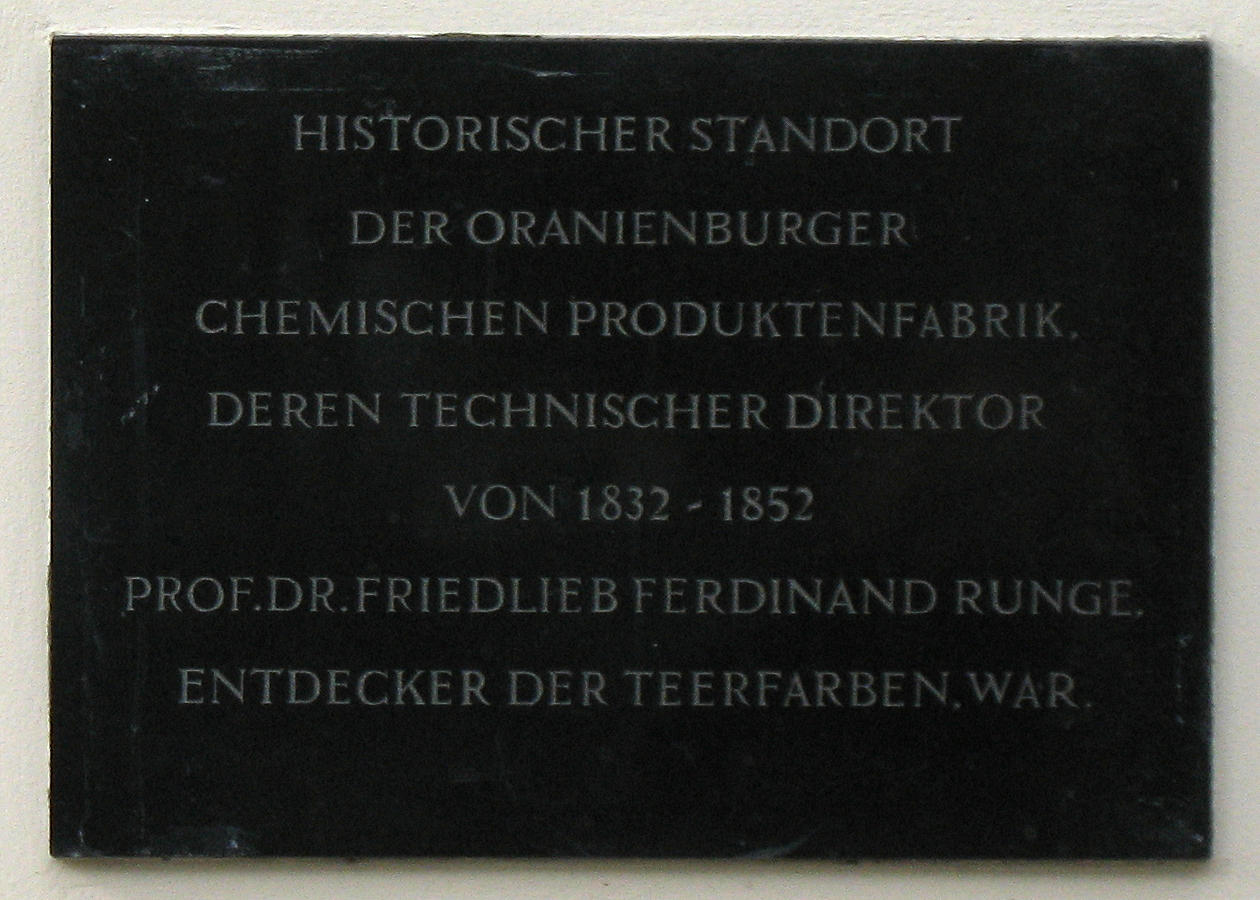
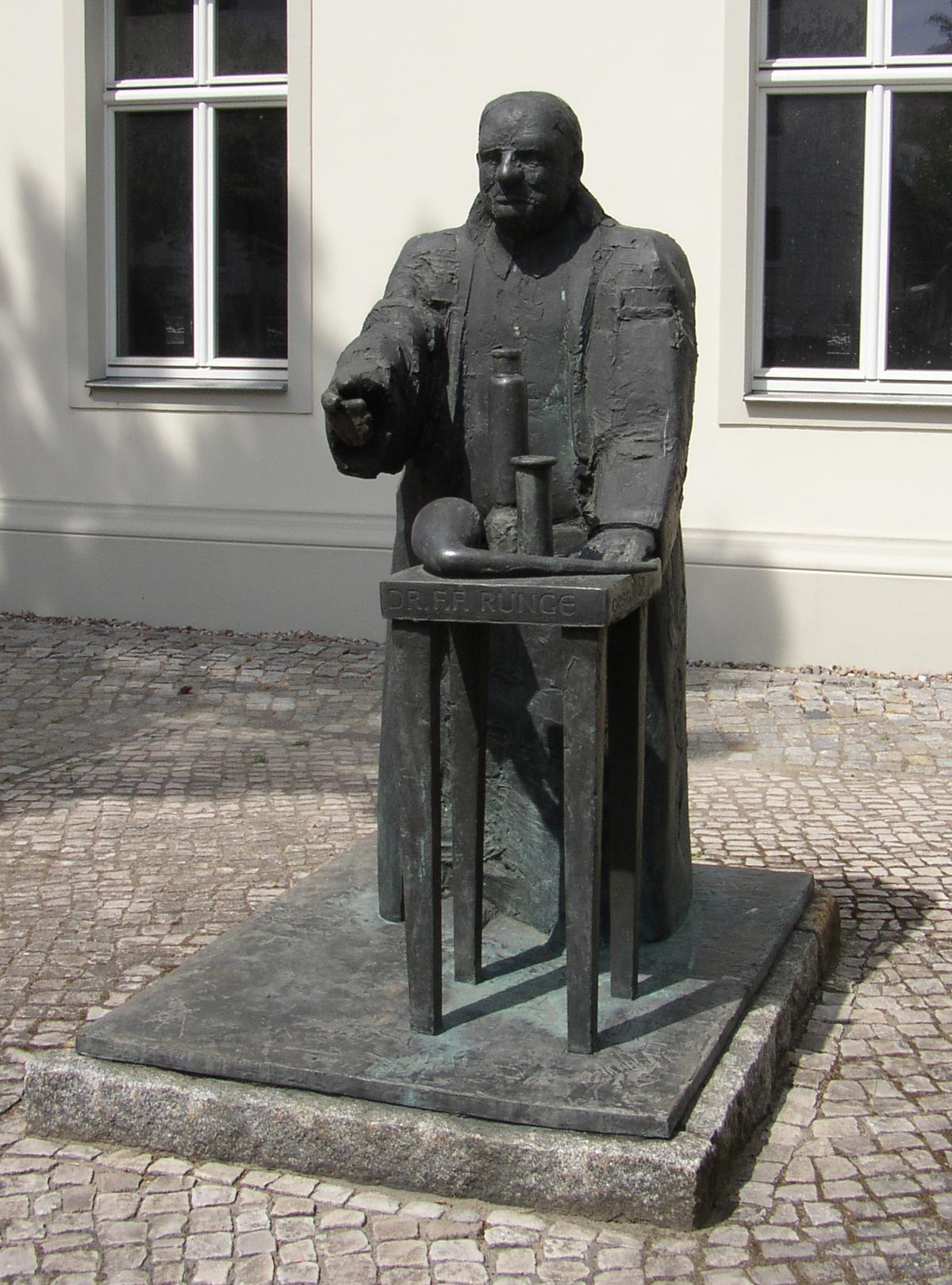

## التعليم
تعلم في جامعة ينا.

## روابط خارجية
- فريدليب فرديناند رونغه على موقع الموسوعة البريطانية (الإنجليزية)